# Hear Me
Hear Me è un singolo del gruppo musicale statunitense Imagine Dragons, pubblicato il 24 novembre 2012 come secondo estratto dal primo album in studio Night Visions.

## Descrizione
Il brano, inizialmente presente nell'EP degli Imagine Dragons Hell and Silence, è stato poi registrato e masterizzato in una nuova versione per l'album di debutto della band. È stato inoltre utilizzato nella colonna sonora del film del 2011 Answers to Nothing.
Il singolo è stato commerciato esclusivamente per il mercato britannico.

## Video musicale
Al posto di un video musicale, la band ha realizzato un lyric video prendendo varie immagini e foto realizzate dai loro fan su Instagram. Il video è stato pubblicato sul canale YouTube degli Imagine Dragons il 12 novembre 2012.

## Tracce
CD
1. Hear Me – 3:55
2. Round and Round – 3:17

Download digitale
1. Hear Me – 3:57
2. Radioactive – 3:08
3. Amsterdam – 4:03
4. The River – 3:23

## Classifiche
| Classifica (2012) | Posizione massima |
| ----------------- | ----------------- |
| Regno Unito       | 37                |